# Apadravya

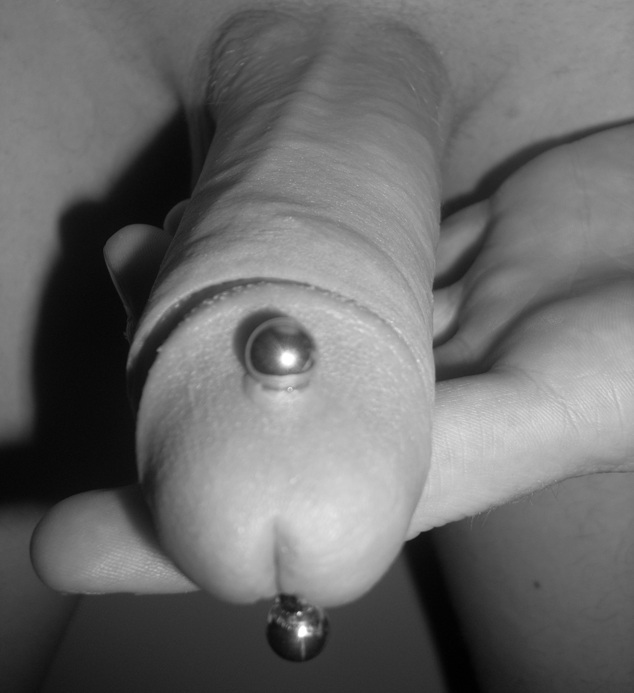
Un piercing di tipo apadravya.

L'apadravya è un tipo di piercing genitale maschile che trapassa completamente il glande del pene in senso verticale, generalmente passando per il centro di esso e attraversando quindi l'uretra. Il piercing è spesso realizzato in modo che risulti inclinato in avanti di un leggero angolo di rispetto alla verticale.

## Terminologia
Apadravya (in sanscrito: अपद्रव्य) è il nome generico con cui nel Kāma Sūtra sono indicate tutte le protesi atte ad aumentare le dimensioni del pene durante il rapporto sessuale e quindi ad incrementare il piacere della partner penetrata, denominata hastini. In particolare, nel libro si indica come una peculiarità degli "stati meridionali", quella di fissare un apadravya sulla linga (un oggetto ovale, simbolo fallico considerato una forma di Śiva) perforandola. Una tale descrizione sembra presumibilmente illustrare l'uso di quello che in lingua iban è chiamato palang e di altri inserti penieni di origine protomalese. L'uso tradizionale di un palang era infatti quello di fungere da spillo e tenere ferme delle ornamentali estensioni del glande realizzate in legno, di conseguenza il termine apadravya sembra riferirsi in questo contesto all'estensione che ricopre il pene e non allo spillo.
 Ciò nonostante, quando nel 1975 Doug Malloy (il cui vero nome era Richard Simonton), pioniere della neonata scena delle modificazioni corporali statunitense, scrisse la sua autobiografia romanzata dal titolo Diary of a Piercing Freak, egli decise di identificare con il termine "apadravya" il piercing che trapassa verticalmente il glande del pene e con il termine "ampallang" (evidentemente derivante da "palang") quello che lo trapassa orizzontalmente, ed è con questi nomi che questi due tipi di piercing genitali sono ancora noti in occidente.

## Varianti
Come detto, si tratta di un piercing effettuato sul glande del pene ma esiste anche una versione in cui ad essere trapassata è l'asta (e quindi i corpi cavernosi), in tal caso il piercing viene chiamato "apadravya dell'asta". La controparte dell'apadravya, l'ampallang, oltrepassa il glande orizzontalmente e spesso ci si riferisce ad una combinazione dei due con il termine "magic cross" (letteralmente: "croce magica"). La combinazione di un apadravya con un dydoe (un piercing che trapassa la corona del glande), si chiama invece "apadydoe".
Se il pene a cui è stato applicato ha subito una subincisione o una meatotomia, allora il piercing viene chiamato halfadravya.

## Applicazione e guarigione
L'apadravya è un tipo di piercing cosiddetto "estremo" e la sua applicazione può essere estremamente dolorosa. A discrezione del cliente, il piercing può essere praticato con o senza l'applicazione di un anestetico locale ed in una seduta o due, in quest'ultimo caso viene prima effettuato un Prince Albert e, dopo la guarigione di questo, viene completato l'apadravya. Nel caso si faccia in una sola seduta, l'applicazione avviene comunemente in tre fasi. Innanzitutto viene inserito un catetere, dopodiché viene inserito l'ago dall'alto verso il basso fino a raggiungere il catetere, assicurandosi così di aver raggiunto l'uretra, infine viene rimosso il catetere e l'ago viene fatto penetrare ancora fino a farlo uscire dalla parte superiore del glande.
Generalmente l'applicazione viene effettuata con il pene in stato di riposo e il piercing applicato è a forma di barretta diritta (straight barbell). Onde evitare problemi durante l'erezione, la lunghezza del piercing da applicare deve essere valutata dal cliente sul pene eretto, quando il glande raggiunge la massima dimensione, mentre per quanto riguarda il diametro, quello della barretta iniziale è di circa 2,0-2,4 mm.
La completa guarigione del pene avviene generalmente in un lasso di tempo che va dai tre ai nove mesi. Durante il processo di guarigione, è inoltre consigliata, per chi indossa questo tipo di piercing, l'astensione dai rapporti sessuali per un periodo di tempo di almeno sei settimane, dopo il quale è comunque consigliabile continuare ad utilizzare il preservativo per alcuni mesi.
Dopo la guarigione il foro può essere allargato inserendo barrette dal diametro via via maggiore, fino ad arrivare ad una misura anche superiore ai 10 mm.

## Pericoli per la salute
I principali rischi per la salute si hanno durante l'applicazione del piercing e durante il processo di guarigione. La mancata adozione di un'adeguata igiene durante il processo di applicazione può infatti portare al rischio di contrarre malattie trasmissibili per via ematica, mentre tale mancanza durante il processo di guarigione può portare all'insorgere di infezioni. A seconda della posizione del piercing, poi, il sanguinamento può essere più o meno abbondante sia durante la realizzazione che durante la guarigione, ad esempio, dato che un apadravya dell'asta attraversa i corpi cavernosi del pene, la sua applicazione provoca in genere una perdita di sangue maggiore rispetto a quella causata da un ampallang tradizionale.
Alcuni medici ritengono che i piercing genitali maschili che interessano il glande aumentino il rischio di trasmissione di malattie veneree rendendo meno efficace la protezione offerta dal preservativo. In due diverse indagini, dal 5% al 18% degli uomini con un piercing genitale avevano in effetti riscontrato dei non meglio specificati "problemi ad usare i preservativi", sebbene non fosse chiaro quanti di essi li usassero regolarmente. In definitiva non vi è stata ancora nessuna conclusione certa circa l'aumento del rischio di contrarre malattie veneree se si indossa, o se il partner indossa, un piercing genitale di questo o di qualche altro tipo.

## Funzioni
Al di là delle motivazioni estetiche, i piercing del glande sono spesso indossati anche per l'aumento della stimolazione sessuale che producono in entrambi i partner. Nel caso di rapporti anali omosessuali, l'apadravya, se confrontato con i più comuni Prince Albert e Prince Albert inverso, offre il vantaggio di poter stimolare la prostata sia nella posizione da dietro che nella posizione del missionario. Per quanto invece riguarda i rapporti vaginali, l'apadravya è considerato essere il tipo di piercing che più aumenta la stimolazione sessuale in una donna, ciò è dovuto al fatto che le due palline alle estremità della barretta permettono di stimolare assai più intensamente sia il punto G che la zona erogena del fornice vaginale anteriore, conosciuta anche come punto A. Sebbene oggi la comunità scientifica sia decisamente scettica sull'esistenza di zone interne alla vagina più densamente innervate, come il famigerato punto G, è evidente che un piercing del genere provochi comunque una maggiore pressione e frizione sulle pareti vaginali. Per poter intensificare ancora di più tale stimolazione è anche possibile indossare degli appositi piercing vibranti. Proprio a causa della grande stimolazione che riceve chi viene penetrato da una persona che indossa un apadravya, spesso ci si riferisce a questo piercing chiamandolo happydravya.